# Off! (marca)

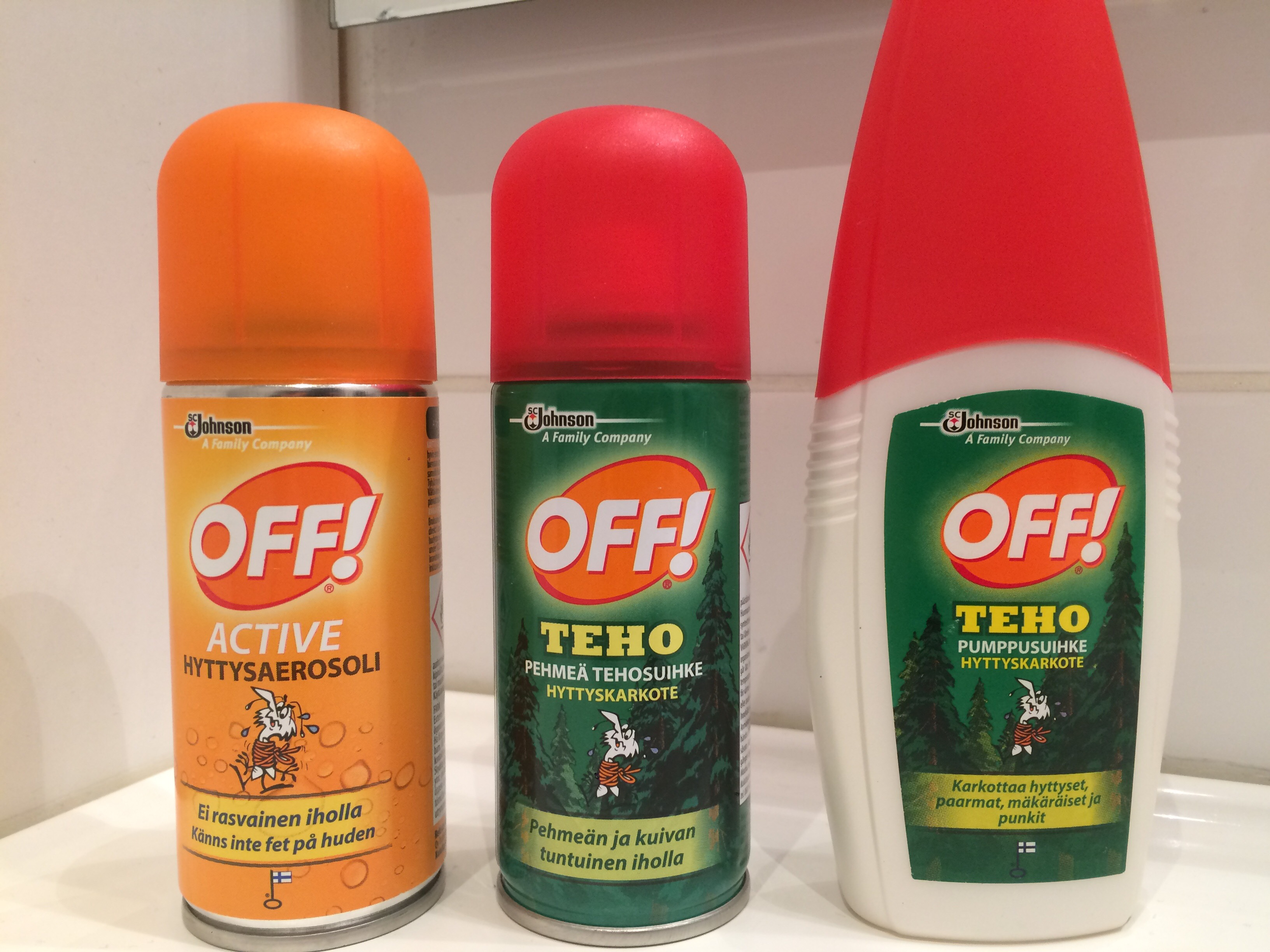
Productos OFF!

Off! (estilizado como OFF!) es un conocido repelente de insectos y de uso como protector solar, es una marca de SC Johnson, de venta al público desde 1934. Su ingrediente activo es la N,N-Dietil-meta-toluamida, conocida como DEET, que es el ingrediente más habitual de los llamados repelentes de insectos. Se usa aplicándolo sobre la piel o la ropa a la hora de evitar las picaduras de mosquitos. OFF! es un producto fabricado por SC Johnson (SC Johnson & Son, Inc.), anteriormente conocido como SC Johnson Wax, que es un fabricante mundial de suministros de limpieza para el hogar y otros bienes de consumo de productos químicos con sede en Racine, Wisconsin. 